# Die Bekenntnisse (Rousseau)

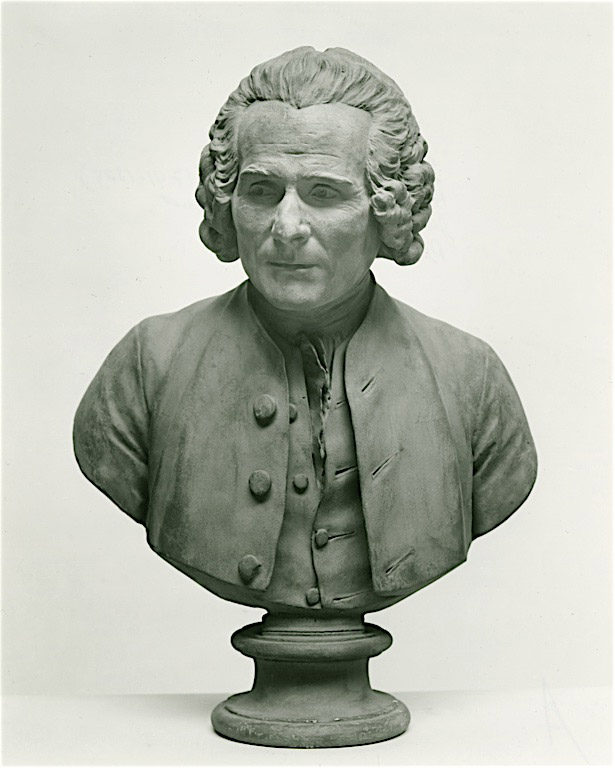
Jean-Jacques Rousseau, Porträt von Jean-Antoine Houdon 1778

Die Bekenntnisse (französisch Les Confessions) ist der Titel der Autobiografie von Jean-Jacques Rousseau, die zwischen 1764 und 1770 verfasst und postum zwischen 1782 und 1789 veröffentlicht wurde. Das Buch beschreibt am persönlichen Beispiel des Autors in großer Offenheit die Bandbreite der menschlichen Möglichkeiten: „Nichts ist mir so unähnlich wie ich selbst, sodass es sinnlos wäre, mich anders als durch meine Mannigfaltigkeit definieren zu wollen.“
So zeigte er das Spannungsfeld zwischen dem Individuum und der Gesellschaft in einem neuen Licht und leistete damit einen bedeutenden Beitrag zur Aufklärung.

## Entstehungsgeschichte

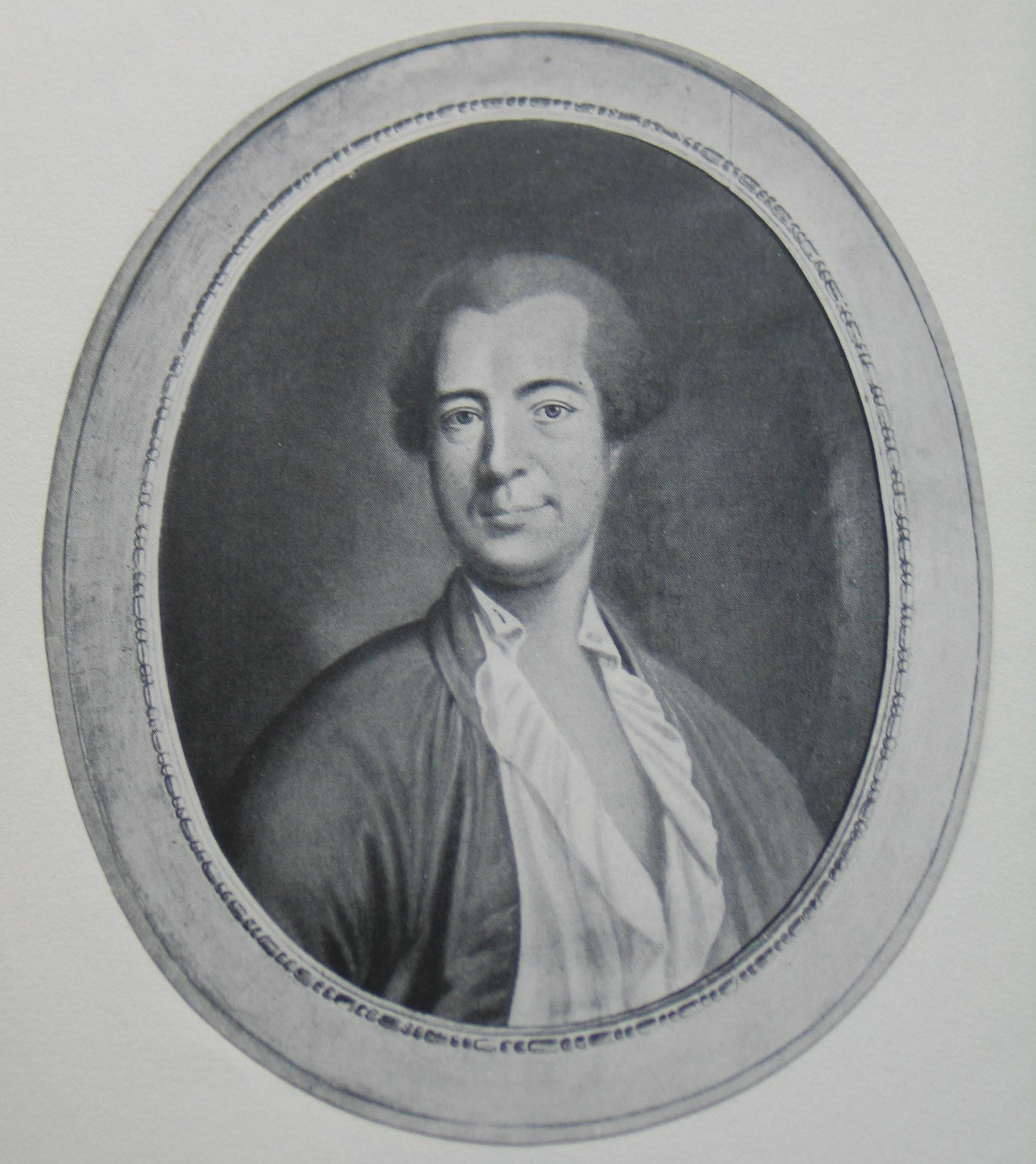
Pierre-Alexandre Du Peyrou (1729–1794), ein reicher Bürger von Neuchâtel und Herausgeber des Gesamtwerkes von Jean-Jacques Rousseau

Rousseau war sich – wie vor allem aus seiner Korrespondenz hervorgeht – bewusst, dass er kein bürgerliches Leben geführt hatte. Sein Amsterdamer Verleger Marc-Michel Rey regte das Werk 1761 an, Rousseau lehnte aber zunächst ab; erste Umrisse zeigen sich in Briefen der nachfolgenden Jahre. Den Entschluss zu dem Buch fasste er 1764 (mit 52 Jahren), beendete die ersten sechs Bücher während seines Aufenthalts in England zwischen 1766 und 1767 und schloss den Text 1770 in drei von ihm selbst revidierten Fassungen ab (Manuskript von Paris/von Genf/von Neuchâtel). Rousseau erstellte mehrere Fassungen, um sicherzugehen, dass der Versuch, das Werk zu vernichten, vereitelt werden könne. Nur das Manuskript von Genf ist von ihm zur Veröffentlichung bestimmt worden.
Im Mai 1778 übergab er das Manuskript seinem Freund Paul Moultou und verpflichtete ihn, es erst lange nach seinem Tod und dem der anderen, in seinen Bericht verwickelten Personen zu veröffentlichen. Er und Rousseaus Freund und Nachlassverwalter Pierre-Alexandre Du Peyrou (1729–1794), den er 1762 kennen und schätzen gelernt hatte, veröffentlichten den ersten Teil des Werkes jedoch schon – um „anstößige“ Stellen gekürzt und in Bezug auf die Personen teilweise anonymisiert – vier Jahre nach dem Tod Rousseaus im Jahre 1782 in Genf und in London, weil das Werk durch illegale Vorveröffentlichungen schon ins öffentliche Gerede gekommen war.
Die erste vollständige Ausgabe in französischer Sprache erschien 1798 bei Poinçot in Paris. Der zweite Band (Bücher VII–XII) erschien sieben Jahre später (1789) ebenfalls in mehreren Ausgaben. Die erste ungekürzte Ausgabe wurde 1907 von Ernst Hardt übersetzt, die erste Übersetzung 1920 unmittelbar aus der Genfer Handschrift von Alfred Semerau. Rousseau hat zwei weitere Werke veröffentlicht, die ebenfalls autobiografische Äußerungen enthalten: 1776 Rousseau Richter von Jean-Jacques (Rousseau juge de Jean-Jacques) und 1782 Die Träumereien des einsamen Spaziergängers. (fz.:Les rêveries du promeneur solitaire).

## Titel
Rousseau gab dem Buch den Titel Les Confessions in Anlehnung an das gleichnamige Buch des Kirchenvaters Augustinus Confessiones/Bekenntnisse, das bis dahin als unerreichter Maßstab der Offenheit und Selbstkritik galt.
Rousseau hat diesen Anspruch nicht nur eingelöst, sondern weit übertroffen. Er folgte dabei einem Leitmotiv, das er Juvenals Satiren IV. 91 entnommen hatte: Vitam impendere vero (Das Leben der Wahrheit zuliebe aufs Spiel setzen). Wir finden es 1764 im Frontispiz der Briefe aus den Bergen.

## Inhalt
Die Autobiografie ist chronologisch aufgebaut. Den einzelnen Lebensstationen folgend schildert Rousseau sich und seine – oft sehr sensiblen – Reaktionen auf Ereignisse, Menschen und Gegenstände und verknüpft vielfältige theoretische Überlegungen mit seinen Darstellungen. Bis heute gilt sein Buch als Vorbild für alle Autoren, die fähig sind, sich selbst kritisch zu betrachten und nichts zu unterschlagen, was ihnen in den Augen anderer schädlich sein könnte.
Rousseaus Idee war es, seine Versuche zur Selbstverwirklichung anhand der Schilderung seines Lebens beispielhaft für die Öffentlichkeit darzustellen:

„Ich plane ein Unternehmen das kein Vorbild hat und dessen Ausführung auch niemals einen Nachahmer finden wird. Ich will vor meinesgleichen einen Menschen in aller Wahrheit der Natur zeichnen, und dieser Mensch werde ich sein. Einzig und allein ich. [...] Ich bin nicht gemacht wie irgend einer von denen, die ich bisher sah, und ich wage zu glauben, daß ich auch nicht gemacht bin wie irgendeiner von allen, die leben. Wenn ich nicht besser bin, so bin ich doch wenigstens anders. Ob die Natur gut oder übel daran getan hat, die Form zu zerbrechen, in der sie mich gestaltete, das wird man nur beurteilen können, nachdem man mich gelesen hat.“

Einen vergleichbaren Plan hatte Michel de Montaigne 1572 gefasst und sich in seiner Vorrede „An den Leser“ selbst in das Zentrum seines Buches gestellt: „Ich will jedoch, dass man mich hier in meiner einfachen, natürlichen und alltäglichen Daseinsweise sehe, ohne Beschönigung und Künstelei, denn ich stelle mich als den dar, der ich bin. Ich selber, Leser, bin also der Inhalt meines Buches“. Er tat das aus der selbstkritischen Position eines Stoikers, Rousseau hingegen verband die Selbstkritik mit der Kritik an der Gesellschaft, wie sich in seiner Berufung auf Juvenal zeigt.

### Erstes Buch (1712 – 1719)
Das erste Buch schildert die Kindheits- und Jugendjahre als Sohn des nach verschiedenen Auslandsaufenthalten (darunter auch: Konstantinopel) nach Genf eingewanderten Uhrmachers Isaac Rousseau (1672 bis 1748), der dort Suzanne Bernard (1673–1712), die Tochter eines Genfer Pastors, geheiratet hatte. Die Mutter starb neun Tage nach Rousseaus Geburt. 

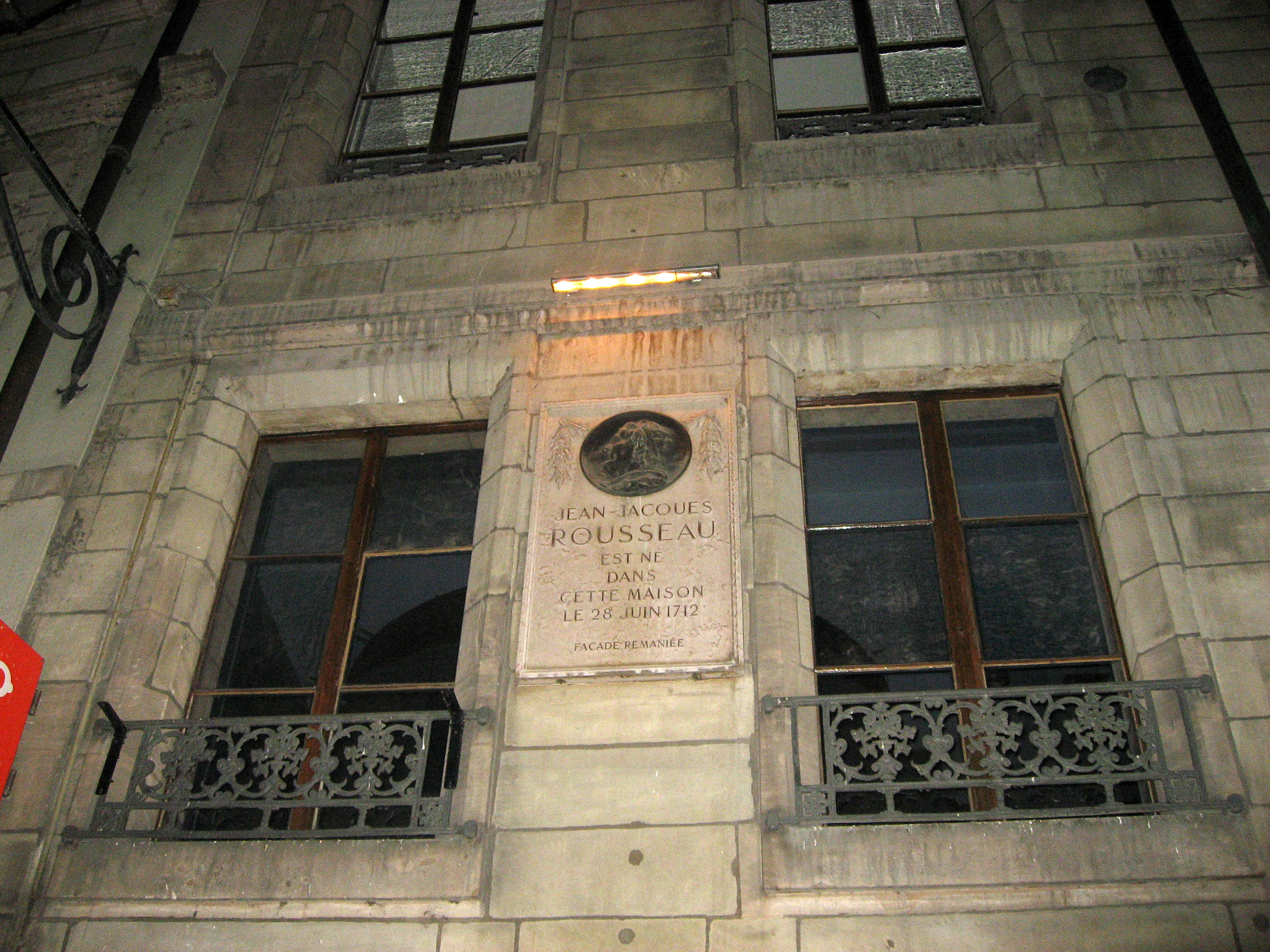
Geburtshaus von Jean-Jacques Rousseau in der Altstadt von Genf

Er wurde ein halbes Jahr lang von der Schwester seines Vaters aufgezogen, danach lebte er über längere Zeit hinweg in Pflegefamilien. Lesen und schreiben lernte er zufällig, gefördert vom Vater, der mit ihm Plutarch las. Eine Schule hat er nie besucht. Bemerkenswert ist die Schilderung der Prügelstrafe, die er mit acht Jahren von der 30-jährigen Schwester des Pfarrers Lambercier erhielt. Sie schreckt ihn weniger, als sie ihn sexuell erregt. Rousseau erkennt, dass seine Sexualität mit der Lust an der Unterwerfung zusammenhängt:

„… Ich hatte in dem Schmerz und sogar in der Scham eine Art Wollust empfunden, die mehr Lust als Furcht in mir zurückgelassen hatte, sie noch einmal, von derselben Hand bewirkt, zu verspüren. Da sich in alles dies wahrscheinlich eine verfrühte Regung des Geschlechtes mischte, würde mir dieselbe Züchtigung von der Hand ihres Bruders sicherlich durchaus kein Vergnügen bereitet haben. [...] Auf diese Weise durchlebte ich trotz einer sehr hitzigen, sehr unkeuschen und sehr frühreifen Veranlagung nicht nur die Zeit der Mannbarkeit, ohne eine andere Sinnenlust zu kennen oder zu ersehnen, als die, von welcher Fräulein Lambercier mir recht unschuldigerweise eine Vorstellung verschafft hatte: sondern als das Fortschreiten der Jahre mich schließlich zum Manne gemacht, bewahrte mich wiederum das, was eigentlich meinen Untergang hätte verursachen müssen.“

An diese Schilderung knüpft er differenzierte Überlegungen über die Verbindung der Sinnlichkeit mit der Unterwerfung an: „Zu Füßen einer herrschsüchtigen Geliebten zu liegen, ihren Befehlen zu gehorchen, und ihre Verzeihung zu erbitten, das waren gar süße Freuden für mich, und je mehr mir meine lebhafte Einbildungskraft das Blut erhitzte, desto mehr sah ich aus wie ein blöder Liebhaber. Man begreift, daß diese Art der Liebesübung nicht allzu schnelle Fortschritte bewirkt, und die Tugend derer, die ihr Ziel sind, nicht allzusehr gefährden kann. Ich habe also sehr selten wirklich besessen, aber dennoch nicht unterlassen, sehr häufig auf meine Art, das heißt in der Phantasie, zu genießen.“ In der Folgezeit veranlasst er (elf Jahre alt) eine etwas ältere Mitschülerin (Fräulein Goton) ihn sich „als Schullehrerin“ zu unterwerfen und zu schlagen. Nach abgebrochenen Lehrverhältnissen als Gerichtsschreiber und Graveur verlässt er mit 16 Jahren Genf ohne bestimmtes Ziel, nachdem er mehrfach nicht zur rechten Zeit durch das abendlich geschlossene Stadttor gelangt war und ihm dafür Strafe angedroht worden war.

### Zweites Buch (März 1728 – Oktober 1728)

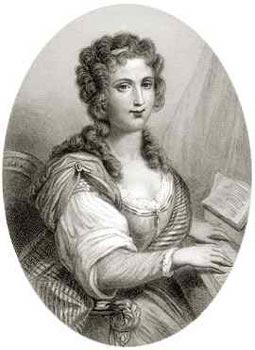
Madame de Warens

Schon kurz nach Beginn seiner Wanderschaft traf er in Annecy eine mütterliche Freundin (Madame de Warens), die sich um Konvertiten zum katholischen Glauben kümmerte und mit der er Jahre später auch ein Liebesverhältnis begann. Danach wanderte er – ausgestattet mit Empfehlungsbriefen an wohlhabende Gönner – nach Turin, traf Frau Basile, und verliebte sich platonisch in sie („aber obwohl Italienerin und zu hübsch, um nicht ein wenig kokett zu sein, war sie doch zu sittsam und ich zu schüchtern, als dass sich sobald etwas weiteres entwickelt hätte“). In Turin wechselt er zum katholischen Glauben (den er 1754 wieder aufgibt, um nach Genf zurückkehren zu können) und bricht von dort zu anderen ihm empfohlenen Adressen – jetzt aus der katholischen Szene – auf. In diese Zeit fällt der Bericht über einen kleinen Diebstahl, den er einer jungen Frau in die Schuhe schieben kann und den er nachträglich analysiert und tief bedauert. Hier zeigt sich in den ersten Ansätzen der Rhythmus seines Lebens: Jean-Jacques Rousseau lebt auf Empfehlung früherer Gastgeber bei ihm zunächst fremden Menschen, übernimmt dort als Gegenleistung die unterschiedlichsten Aufgaben als Hauslehrer, Unterhalter, Musikant usw., bildet sich autodidaktisch durch diese Tätigkeiten, die vorhandenen Bibliotheken und seine angeborene Neugier weiter und erwirbt neue Fähigkeiten, die ihm bei künftigen Begegnungen mit einflussreichen Menschen nützlich sind. Wenn er notgedrungen hin und wieder kleine Schulden macht, findet sich immer jemand, der ihn auslöst. Die weiteren Berichte über diese Phase seines Lebens zeigen: Rousseau versteht – schon lange bevor er durch seine Schriften berühmt wird – mit seiner Intelligenz, seinem Charme und seinem lebhaft auftretenden Geist adelige, wohlhabende und einflussreiche Menschen zu faszinieren. Auch seine musikalische Begabung ist ihm auf diesen gesellschaftlichen Ebenen sehr nützlich. So gelangt der begabte junge Mann schon früh in die führenden Salons seiner Zeit.

### Drittes Buch (Dezember 1728 – April 1730)
Das Dritte Buch beginnt mit einer ausführlichen Schilderung seiner irritierten Sexualität, die darin bestand, sich im Dunkeln zu entblößen und vorbeigehenden Frauen sein Hinterteil zu zeigen:

„Ich suchte dunkle Alleen und abgelegene Orte auf, wo ich mich weiblichen Personen aus der Feme in der Stellung zeigen konnte, in der ich gerne in ihrer Nähe gewesen wäre. Was sie zu sehen bekamen, war nicht der unzüchtige Gegenstand, denn an den dachte ich nicht einmal, sondern der entgegengesetzte, der lächerliche. Mein albernes Vergnügen, ihn vor ihren Augen zu wölben, läßt sich nicht beschreiben.“

Nach mehreren weiteren Stationen kehrt er wieder zu Madame de Warens zurück, jedoch: „Dieses Leben war allzu süß, als daß es hätte dauern können. Ich fühlte das, und die Unruhe, sein Ende herannahen zu sehen, war das einzige, was mir den Genuß beeinträchtigte.“
Diese innere Unruhe durchzieht als Leitmotiv sein ganzes weiteres Leben. Es sucht und braucht den ständigen Wechsel zwischen intellektueller Beschäftigung und planlosem Umherschweifen. So wird er zum Schriftsteller:
„Daraus entspringt die ungeheure Schwierigkeit, der ich beim Schreiben begegne. Meine durchgestrichenen, hingesudelten, mit Einschaltungen versehenen und unleserlichen Manuskripte verraten die Mühe, die mich ihre Abfassung gekostet hat. Es gibt nicht eines, das ich nicht vier- oder fünfmal hätte abschreiben müssen, ehe ich es in den Druck geben konnte. Mit einer Feder in der Hand, meinem Tisch und einem Papierstoße gegenüber, habe ich niemals etwas vollbringen können, sondern nur auf Spaziergängen, inmitten der Felsen und der Wälder, oder nur nachts in meinem Bett während meiner Schlaflosigkeit: dann schreibe ich in meinem Gehirn;“
Von einer Reise nach Lyon mit dem Komponisten Herrn Le Maitre und dem Pastor Reydelet kehrt er wieder zu Madame de Warens zurück, findet sie aber nicht vor, denn sie ist nach Paris abgereist.

### Viertes Buch (April 1730 – Oktober 1731)
Rousseau bleibt zurück, lebt in den Tag hinein und stellt den jungen Damen nach. Ihn interessierten „Näherinnen, Kammermädchen und kleine Verkäuferinnen kaum; mein Sinn stand nach vornehmen Fräuleins. [...] Es ist eine besser gepflegte Haut, schönere Hände, anmutigerer Putz, der Hauch von Zartheit und Sauberkeit, der über der Gestalt liegt“. Es folgen kleine Reisen mit einzelnen jungen Damen in die Umgebung, aber auch nach Nyon. Schließlich bleibt er in Lausanne hängen, arbeitet als Gesangslehrer, schreibt ein kleines Menuett, gibt Musikunterricht und bewegt sich schnell wieder zwischen den jungen Damen aus den höheren Kreisen. Er reist nach Vevey und begleitet einen Hochstapler, der sich als orthodoxer Priester (Archimandrit von Jerusalem) ausgibt. Beide lassen sich auf einer längeren Reise durch die Schweiz von Pfarrern und Adeligen durchfüttern, bis das Ganze auffliegt. Gleichwohl erhält er einige Empfehlungsbriefe nach Paris, eine Stadt, von der er sich enttäuscht zeigt. Zurückgekehrt überzeugt ihn „Mama“ (Madame de Warens), eine ordentliche Arbeit als Landvermesser anzunehmen: „Nach vier oder fünf Jahren des Umherschweifens, Jahren, reich an Torheiten und Kümmernissen, begann ich nun seit meinem Scheiden aus Genf zum ersten Male, wieder, mein Brot auf ehrenhafte Weise zu verdienen.“

### Fünftes Buch (Oktober 1731 – 1735)
Die regelmäßige Arbeit im Grundbuchamt fesselt ihn nicht lange: „Aber als mir meine amtliche Tätigkeit gewissermaßen zu einer Art Handfertigkeit geworden war und meinen Geist weniger in Anspruch nahm, ward er wieder unruhig…“ Daneben lernt er Arithmetik, befasst sich mit Botanik, richtet sich im Gartenhaus einen stillen Raum zum Schreiben ein und widmet sich wieder der Musik. Immer wieder gerät er in depressive Zustände, wird auch wirklich krank und sieht sofort dem Tod ins Auge.
Dann ein Schock: Madame de Warens schlägt ihm in einem langen Gespräch eine sexuelle Liebesbeziehung vor und gibt ihm acht Tage Zeit, darüber nachzudenken. Er war hin- und hergerissen:

„Man wird glauben, diese acht Tage seien mir wie acht Jahrhunderte vorgekommen, aber ganz im Gegenteil, ich wünschte vielmehr, sie möchten, wirklich so lange dauern. [...] Man bedenke, dass ich in diesem nach Frauen dürstenden Zustande noch keine einzige berührt hatte, und dass Fantasie, Bedürfnis, Eitelkeit und Neugier sich vereinigten, um mich in dem glühenden Verlangen zu verzehren, ein Mann zu sein und es zu beweisen. […] Warum sah ich die Stunde mit mehr Pein als Freude herannahen? Warum fühlte ich anstatt der Wonnen, die mich hätten trunken machen müssen, eher Widerwillen und Furcht? […] [S]ie war für mich mehr als eine Schwester, mehr als eine Mutter. […] Kurz, ich liebte sie allzusehr, um sie zu begehren, das stand am klarsten in meinen Gedanken.“

Dann aber lässt er sich entjungfern und gesteht Jahre später (1740) ein, er habe erst später, in einer Liebesbeziehung zu Madame de Larnage eine tiefe sexuelle Befriedigung erfahren: „Ich genoß sie rein, glühend und ohne jeden bitteren Beigeschmack: und zwar sind es die ersten und einzigen, welche ich jemals so empfunden, und ich darf sagen, dass ich es Frau von Larnage verdanke, wenn ich nicht sterbe, ohne Sinnenlust kennen gelernt zu haben.“ Danach lernt er fechten, entdeckt, dass „Mama“ zur Verschwendung neigt, erkrankt ernsthaft an der Lunge und übersiedelt am Ende mit ihr auf das Landgut Charmette bei Chambery (Savoyen).

### Sechstes Buch (1736 – Mai 1741)
„Hier beginnt die kurze Spanne meines Lebensglückes, hier erschienen die friedlichen, aber flüchtigen Augenblicke, die auch mir ein Recht gegeben haben zu sagen: ich habe gelebt.“ So eröffnet er das sechste Buch und zeigt sich uns in seinen Jahren zwischen 24 und 29. Er leidet unter Magenschmerzen, heilt sich mit Wasserkuren, genießt die Weinernte, sinniert über Religion und Erbsünde und beginnt, sich anhand von Büchern auf den Gebieten der Philosophie, der Geometrie, des Latein, der Astronomie und anderen Wissenschaften intensiv weiterzubilden. Sobald er im Winter wieder in der Stadtwohnung bleiben muss, erkrankt er und glaubt, wie schon oft zuvor, dem Tod nahe zu sein. Medizinische Bücher veranlassen ihn zu intensiver, hypochondrisch wirkender Selbstbeobachtung seiner körperlichen Reaktionen. In Begleitung adeliger Familien beginnt er wieder zu reisen, auch mit dem Ziel, einen guten Arzt für eine Herzkrankheit zu finden, die er in sich spürt (die sich aber nicht finden lässt). Es geht nach Südfrankreich über Valence bis Montpellier und er verliebt sich wie üblich in die Reisegefährtinnen. Zurück in Chambery (1738) trifft er auf einen Konkurrenten: Madame de Warens hat sich einen neuen Liebhaber zugelegt. Über Jahre hinweg ist sie ihm liebevoll zugetan, aber zeigt gleichzeitig immer wieder „ein gefühlsvolles Gemüt und ein kühles Temperament“. Er verlässt sie, reist nach Lyon, arbeitet als Erzieher der beiden Söhne des Herrn de Mably und macht sich Gedanken über seine Methoden: „Wenn meine Schüler mich nicht verstanden, geriet ich außer mir, und zeigten sie sich gar böswillig, so hätte ich sie töten können, und das war freilich nicht das Mittel, sie klug und artig zu machen.“ Hier entstehen wohl die ersten Ideen zu seinen Erziehungskonzepten, die er später in seinem Buch Émile vorstellt. Er kehrt zu Madame de Warens zurück, entwickelt ein Notensystem auf der Basis von Zahlen, gibt sich dann einen Ruck und beendet die Beziehung. Damit endet der erste Teil der Autobiografie.

### Siebtes Buch (1741–1749)

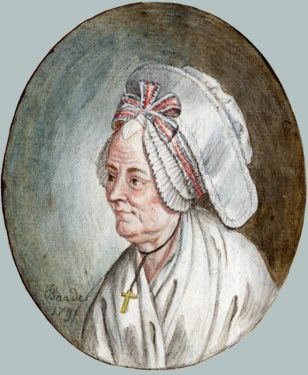
Thérèse Levasseur, Porträt von Johann Michael Baader (1736–1792)

Das siebte Buch wurde erst zwei Jahre später geschrieben und eröffnet den zweiten Band. Rousseau schildert seine Lebensumstände in Paris, wo er seit 1742 lebt. Den Kontakt zur wissenschaftlichen Welt knüpft er durch sein erstes Buch (Abhandlung über die moderne Musik, 1743), in dem er sein neues Notensystem der Académie des Science vorstellt. 1743 verlässt er Paris für fast ein Jahr und wird Sekretär des französischen Gesandten Herrn von Montaigu in Venedig. Es folgt eine anschauliche Schilderung des politischen und sozialen Lebens der venezianischen Republik. Hier hätte er Casanova begegnen können, aber der weilte in diesem Jahr in Rom. Nach einer Reihe kleiner Streitigkeiten mit dem Gesandten kommt es im Herbst 1744 zu einem letzten Konflikt: „Nach einem Strom nichtswürdiger Beschimpfungen beschuldigte er mich, da ihm gar nichts weiter mehr einfiel, den Schlüssel zu seiner Chiffernschrift verkauft zu haben.“ Sofort danach kehrt er nach Paris zurück.
Rousseau schrieb in der Folge sowohl literarische Werke als auch Sachbücher, die ihn in wenigen Jahren nicht zuletzt deshalb berühmt machten, weil er Kontakt zu den Enzyklopädisten aufnehmen konnte vor allem zu Diderot, den er 1742 traf, und zu D‘Alembert, der ihm 1749 begegnete. Beide forderten ihn 1749 auf, sich als Autor von Musikartikeln an der Enzyklopädie zu beteiligen. Die Coterie holbachique („Holbach’sche Clique“) traf sich mit vielen Gleichgesinnten im Salon des Privatgelehrten und Philosophen Paul Henri Thiry d’Holbach, der ebenfalls Beiträge zur Enzyklopädie schrieb. So geriet er ins Zentrum der Aufklärung am Vorabend der französischen Revolution.
Zeitgleich trifft er mit 33 Jahren (1745) Thérèse Levasseur (1721–1801), eine junge Frau, die mit ihren Eltern zusammenlebt und die Weißwäsche aus großbürgerlichen Haushalten wäscht und flickt. Er schildert sie als naiv, freundlich, weitgehend ungebildet, fleißig und ihm in Liebe zugetan. Rousseau erwähnt die Geburt von fünf Kindern, die er gemeinsam mit Thérèse gehabt und – wie er schreibt – ins Waisenhaus gegeben hat. Begründung: Er habe kein Geld, könne keine Familie ernähren, es sei unehrenhaft für Thérèse, uneheliche Kinder zu haben. So schreibt er nicht nur in den Bekenntnissen, sondern auch in Briefen z. B. vom 20. April 1751 an Frau von Francueil. Recherchen, die Rousseau selbst in Auftrag gegeben hat, konnten keines der Kinder identifizieren. Der naheliegende Grund ist, dass sie anonym abgegeben wurden. Andererseits soll er Freunden gegenüber geäußert haben, er habe niemals Kinder gehabt. Die Frage bleibt also offen.
Das Paar lebt nur zeitweise mit der von Thérèses Mutter dominierten großen Familie zusammen, die über lange Strecken von Rousseau mitfinanziert wird. Rousseau ist viel auf Reisen und lebt auf Einladung wohlhabender Mäzene monatelang außerhalb von Paris. Hin und wieder lässt er Thérèse dorthin kommen, wo er gerade weilt. Thérèse ist ihm gleichwohl über Jahrzehnte unverbrüchlich treu, davon ist er überzeugt. Von ihrer beiläufigen Affäre mit James Boswell (1763) weiß er vermutlich nichts. Andere, ihr nachgesagte Beziehungen zu Männern sind umstritten.
Die Liaison ändert nichts an seiner seit Jahrzehnten erfolgreichen Strategie, sich einflussreiche Damen der Gesellschaft zu suchen, die ihn fördern, so unter anderem Madame d’Epinay (1748), die ihm Jahre später (1756) den Garten »Ermitage« bei Montmorency zur Verfügung stellt. Dieser Ort und das angrenzende Schloss des Duc de Luxembourg werden für einige Jahre sein Lebensmittelpunkt.

### Achtes Buch (1749–1756)
Rousseau erhält 1750 von der Akademie von Dijon im Rahmen eines Preisausschreibens einen Preis für seine Abhandlung über die Wissenschaften und die Künste (Discours sur les Sciences et les Arts). Dieser bedeutende Erfolg macht ihn in der intellektuellen Szene sichtbar, denn Diderot veranlasst den Druck und er befreundet sich mit dem Baron von Grimm.

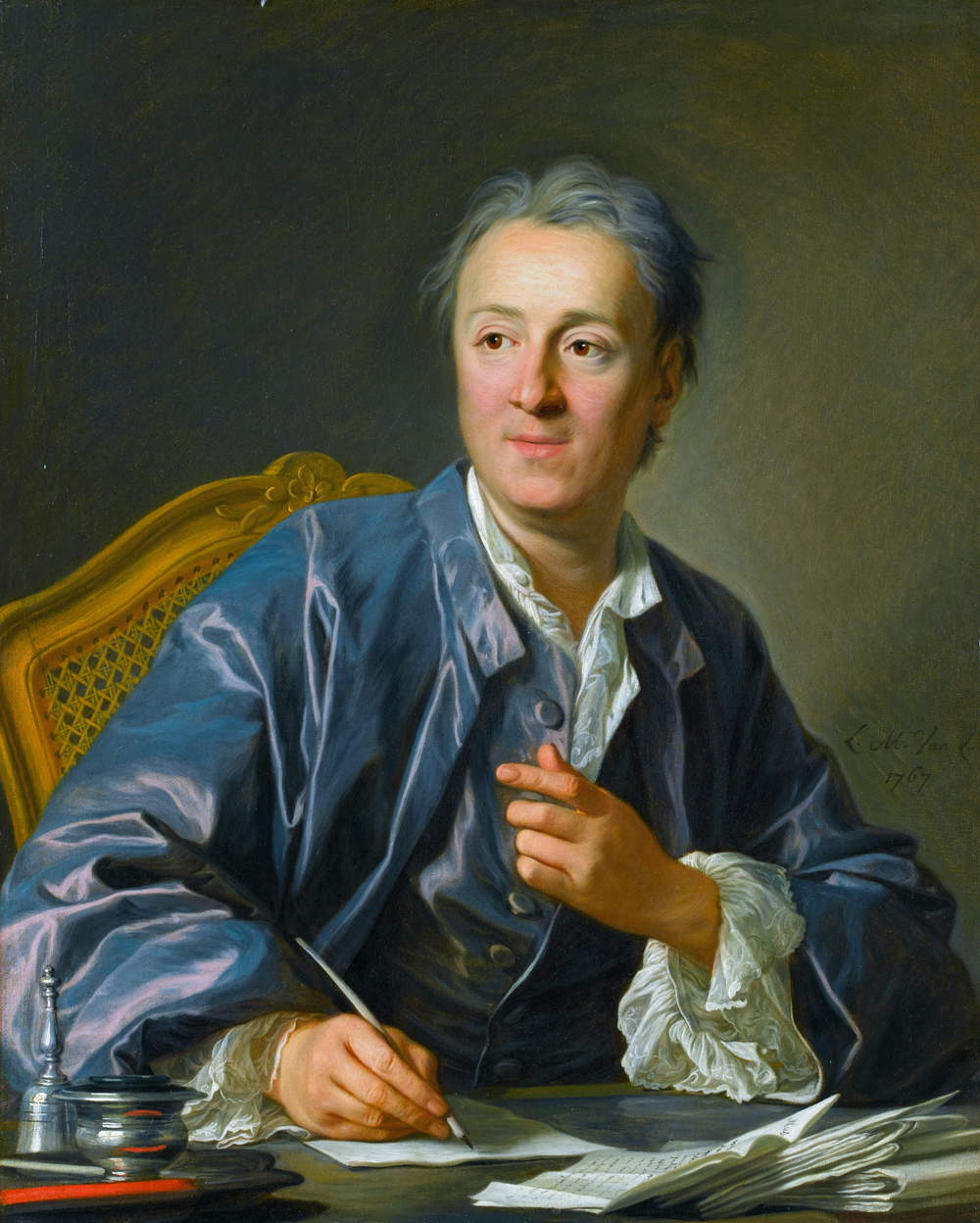
Denis Diderot, Porträt von Louis-Michel van Loo

Wieder ist von Krankheit die Rede. Er leidet unter dem Drang, häufig Wasser lassen zu müssen und führt dies auf eine Nieren-/ Blasen Krankheit zurück. Er berichtet: „Ich habe im ersten Teile erzählt, daß ich fast als ein sterbendes Kind geboren wurde, ein organischer Fehler der Blase hatte in meinen ersten Jahren eine fast beständige Harnverhaltung zur Folge. […] Die Ermüdung durch die Reise und die furchtbare Hitze, die ich ausgestanden, trugen mir ein Harnschneiden und ein Nierenleiden ein, das mich erst beim Eintritt des Winters wieder verließ. Nach einem Besuche bei der Padoana glaubte ich, ich müßte sterben, und hatte trotzdem nicht die geringsten Beschwerden.“

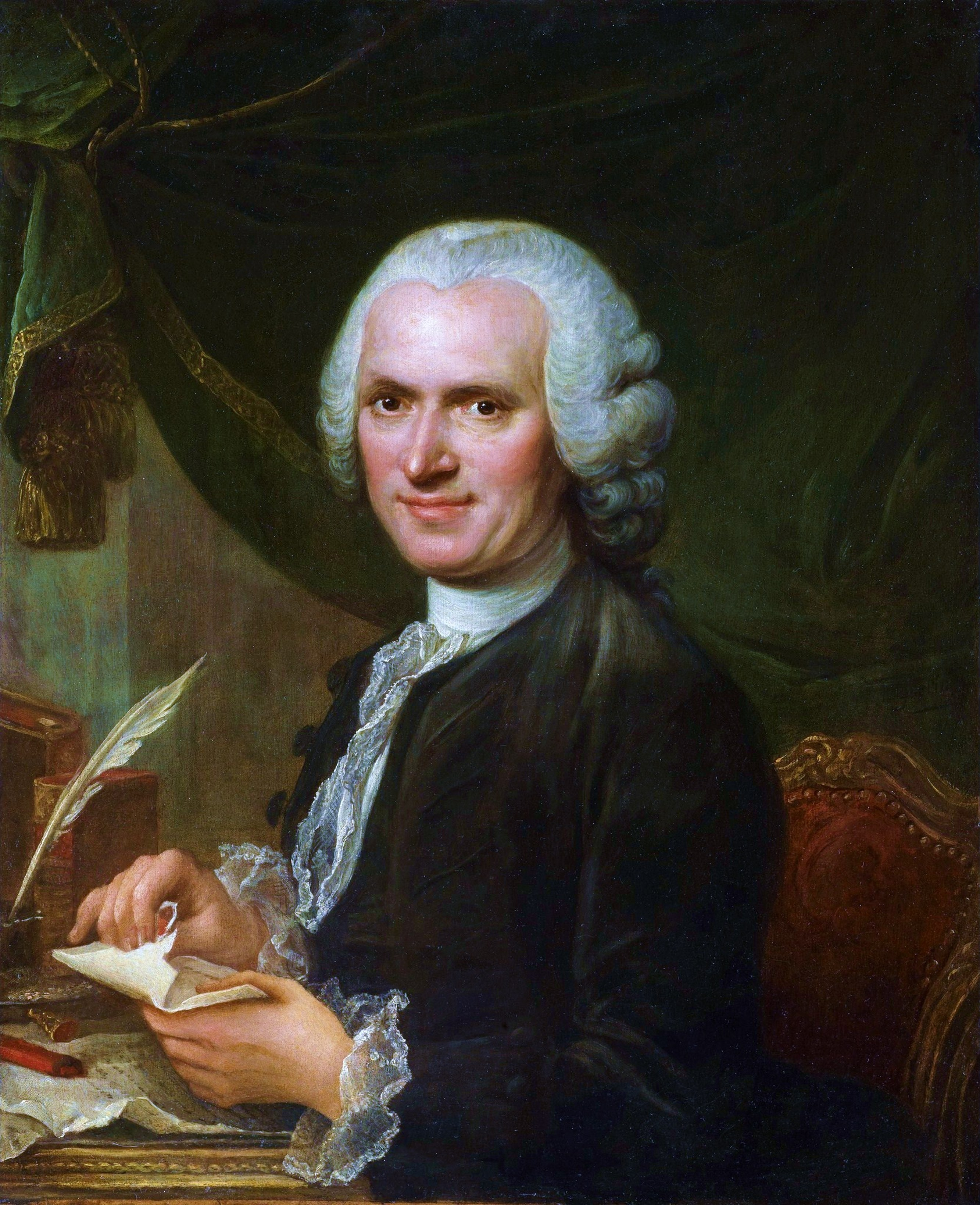
Jean-Jacques Rousseau, Porträt von Francois Guérin

Dann wieder ein großer Erfolg: Er schildert die erfolgreiche Uraufführung seiner Oper Le devin du village (dt. „Der Dorfwahrsager“) vor dem König Ludwig XV und der Marquise de Pompadur im Schloss Fontainebleau am 18. Oktober 1752; und berichtet, wie er die nachfolgende Einladung zu einer Audienz beim König ablehnte, obwohl sie möglicherweise mit einer Pension verbunden worden wäre: Er hatte – wie oft in vergleichbaren Stresssituationen – Sorge, aufgrund seiner Nieren/Blasen Krankheit überraschend Wasser lassen zu müssen.
Im Achten Buch finden wir auch einige grundsätzliche Erörterungen zu Religionsfragen. Geboren als Genfer Protestant war er 1728 in Turin zum katholischen Glauben übergetreten, dann aber 1754 wieder zur protestantischen Lehre zurückgekehrt, um sich in Genf aufhalten zu können. Er begründet diesen Wechsel so:

„Der häufige Verkehr mit den Enzyklopädisten hatte meinen Glauben nicht erschüttert, sondern im Gegenteil durch meine natürliche Abneigung für Streit und Parteiwesen gefestigt. Das Studium der Menschen und des Weltenalls hatte mir überall Endzwecke und eine geistige Kraft offenbart, die sie leitete. Das Lesen der Bibel und vor allem des Evangeliums, dem ich mich seit einigen Jahren hingegeben hatte mich mit Verachtung für die niedrigen und törichten Erklärungen erfüllt, die Jesus Christus durch Leute erdulden mußte, die am wenigsten würdig waren, ihn zu begreifen. Mit einem Worte, dadurch, dass mich die Philosophie mit dem wesentlichsten der Religion verknüpfte, hatte sie mich von all jenen kleinlichen Formelwesen befreit, mit dem die Menschen sie verdunkeln.“

Den Grundsatz, dass alle Bürger eines Staates die vom Staat für richtig gehaltene Religionsform akzeptieren müssen, hatte er vielfältig kritisiert, so etwa im Briefwechsel mit Voltaire: »Doch bin ich wie Sie empört, dass der Glaube eines jeden sich nicht in seiner vollkommensten Freiheit befindet und dass der Mensch das Innere der Gewissen zu kontrollieren wagt, wohin er nicht vorzudringen vermag.« Niemals aber wird er zum Atheisten; Nach Abschluss des Manuskripts Rousseau juge de Jean-Jaques (Rousseau, Richter von Jean-Jacques) wollte er es 1776 auf den Altar von Notre-Dame in Paris legen – vermutlich, um damit seinen Glauben zu demonstrieren. 1755 erscheint sein Werk über den Ursprung der Ungleichheit in Amsterdam und er berichtet erfreut über das Lob von Diderot.

### Neuntes Buch (April 1756 – Dezember 1757)

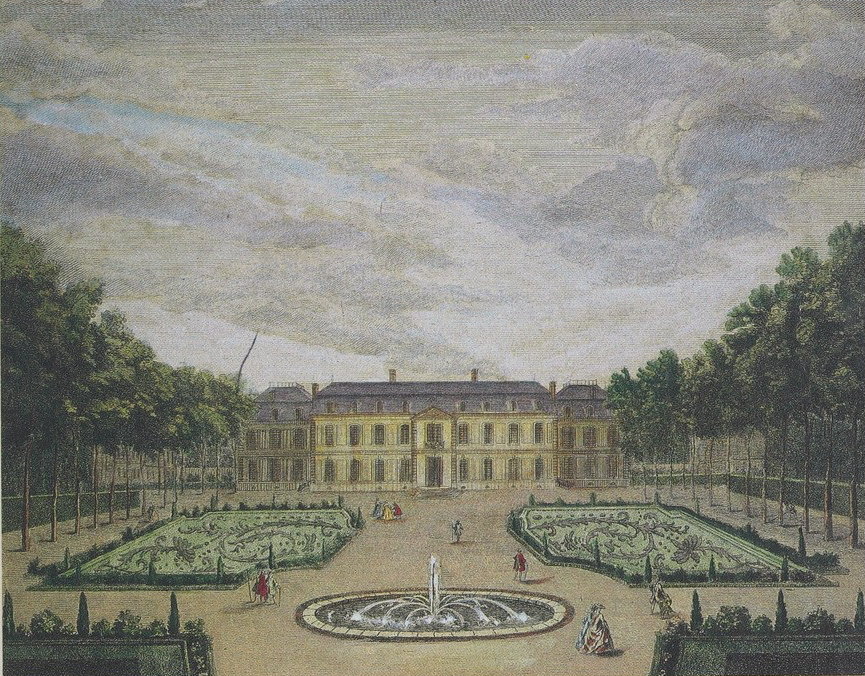
Le Château de la Chevrette in Deuil-la-Barre. Besitz von Louise Florence Pétronille Lalive, marquise d’Épinay

Rousseau wird von Madame d’Epinay in deren Gartenhaus »Ermitage« bei Montmorency eingeladen und beginnt an seinem Roman Julie oder die Neue Heloise zu arbeiten. Rousseau war kein systematischer Denker, auch wenn er solche Autoren – so vor allem Montesquieu bewunderte. Dennoch sind es fruchtbare Jahre, in denen Rousseau schnell arbeitet und daneben ein lebhaftes Gesellschaftsleben führt:

„Die Muße, die ich liebe, ist nicht die Muße eines Faulenzers, der mit untergeschlagenen Armen auf einer Stelle sitzt und wirklich völlig nichts tut und auch nicht einmal denkt. Meine Muße ist die Muße eines Kindes, das sich unaufhörlich regt, ohne etwas zu vollbringen, und zugleich die Muße eines Schwätzers, der das Blaue vom Himmel herunterfaselt, sobald er die Hände in den Schoß legt. Ich liebe es, mich mit Nichtigkeiten zu befassen, hundert Sachen anzufangen und keine zu Ende zu bringen, bald hierhin und bald dorthin zu schlendern, wohin’s mich gerade verlockt, in jedem Augenblick meinen Vorsatz zu ändern, eine Fliege auf all ihren Fahrten zu verfolgen, mich mit dem Umwälzen eines Felsblockes abzuplagen, um zu sehen, was darunter liegt, eine Arbeit, die zehn Jahre erfordert, mit Feuereifer zu beginnen  und sie nach zehn Minuten gleichgültig wieder aufzugeben, kurz und gut, den ganzen Tag wirr und planlos zu vertändeln und in jeglicher Sache nur der Laune des Augenblicks zu willfahren.“

Die Gräfin Houdetot, die er 1747 kennengelernt hat, wird sein Vorbild für Julie, die Heldin des geplanten Romans. Das führt neben anderen Eifersuchtsdramen zum Zerwürfnis mit Madame d‘Epinay. Er schreibt ihr in einem Brief vom 23. November 1757: „Wenn man vor Kummer sterben könnte, würde ich nicht mehr leben. Endlich bin ich zu einem Entschluß gekommen. Die Freundschaft ist gestorben zwischen uns, gnädige Frau, aber auch tote Freundschaft hat noch Rechte, die ich zu achten wissen werde.“ Nur ein Jahr später 1758 geraten auch die Gräfin Houdetot und er aneinander: Sie schickt ihm die Briefe zurück und er braucht zwei Jahre, um darüber hinwegzukommen.
Im neunten Buch zeichnet er ein überraschend negatives Bild von Thérèse. Sie sei zwar immer der ruhende Pol in seinem Leben gewesen, aber jetzt: „Mama war alt geworden und gesunken. [...] Da ich also alle Hoffnung verloren hatte, jemals ein Glück mit ihr teilen zu können, blieb mir nichts anderes übrig, als nach einem eigenen Glücke zu streben.“ (Thérèse war damals 35 Jahre alt). Er verliert die Lust an gemeinsamen Spaziergängen und erhöht die Frequenz seiner platonischen Liebschaften, aber am Ende siegt die jahrelange Verbindung, die 1768 durch ein Treueversprechen besiegelt wird.

### Zehntes Buch (Dezember 1757 – Ende 1760)

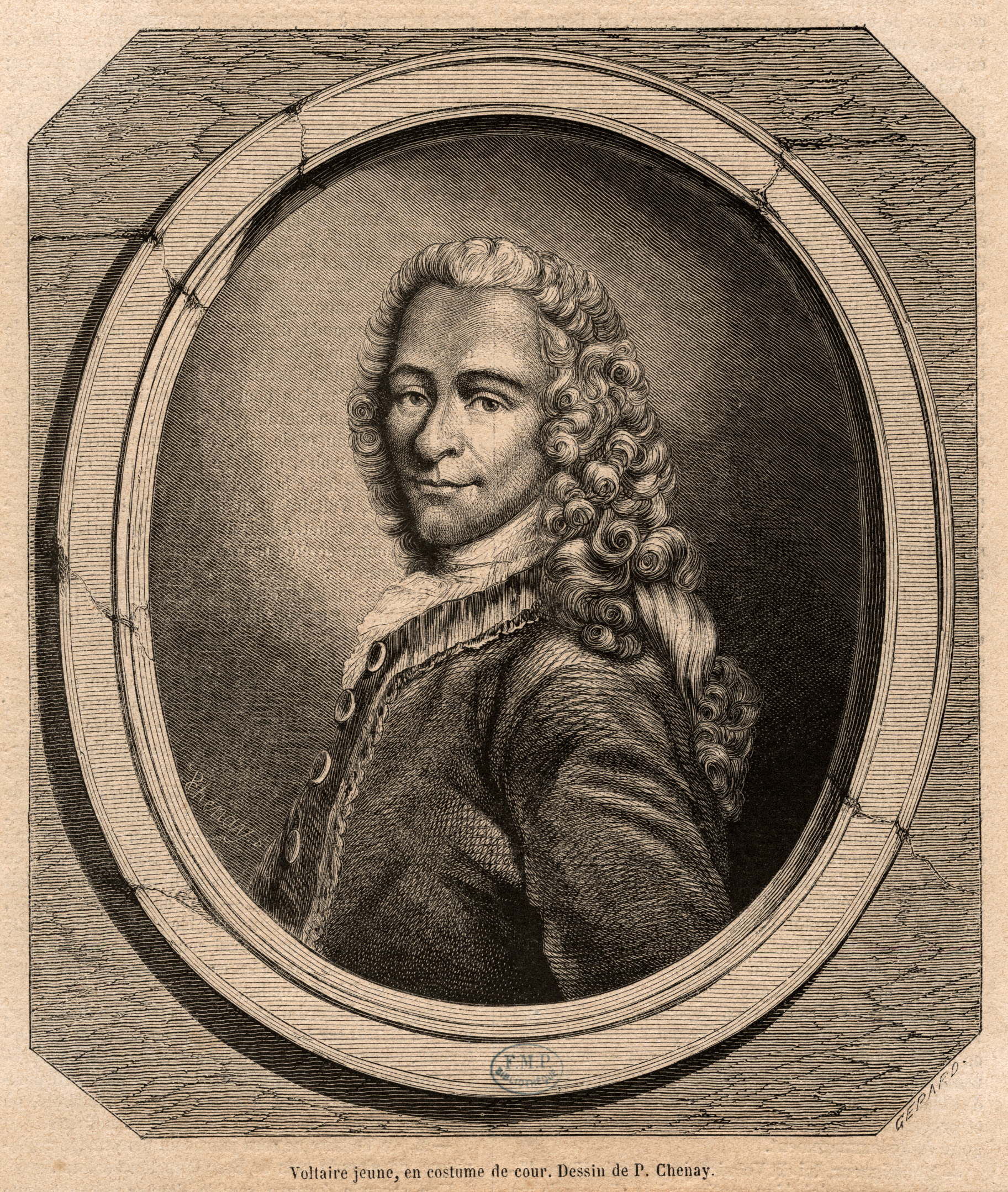
François Marie Arouet de Voltaire

1759 wechselt er auf Einladung des Duc de Luxembourg und seiner (auch literarisch tätigen) zweiten Frau Madeleine Angélique Neufville de Villeroy in dessen »Kleines Schloss« am gleichen Ort. Er beschreibt ausführlich, wie er in deren Salon nun auch im Hochadel willkommen geheißen wird, denn der Herzog und Marschall von Frankreich gehört zur königlichen Familie – sein Stammbaum reicht zurück bis Hugo Capet. Rousseau ist sich der Bedeutung der Stellung in der höheren Gesellschaft und den damit verbundenen Beziehungen bewusst. Darüber machte er sich in einem Brief an seine Gönnerin vom Oktober 1760 moralische Sorgen: „Aber das Schloß zu Montmorency, das Palais Luxembourg, sind das wirklich die Örtlichkeiten, an denen Jean Jacques gesehen werden darf? Darf ein Freund der Gleichheit die Liebe seines warmen Herzens wirklich dorthin tragen und wähnen, mit dieser Vergeltung der Achtung, die man ihm entgegenbringt, ebenso viel zu geben als er empfängt?“ An persönlichen Missverständnissen, Empfindlichkeiten und dem Streit über die Religion zerbricht um 1759/1760 die Freundschaft mit Grimm und Diderot, die ihm auch vorwerfen, sich entgegen den Grundsätzen der Aufklärung wieder der Religion zugewendet zu haben. Das Zerwürfnis ist in den Memoiren von Madame d’Epinay teilweise dokumentiert. Rousseau soll bei einer ihrer Soiréen zu anderen dort anwesenden Enzyklopädisten gesagt haben: „Wenn es eine Niederträchtigkeit ist zu dulden, dass über einen abwesenden Freund schlecht gesprochen wird, dann ist es ein Verbrechen, schlechtes über seinen Gott zu sagen, der anwesend ist. Und ich, meine Herren, ich glaube an Gott! Ich gehe, wenn ihr noch ein Wort sagt.“
Über die sachlichen Konflikte hinaus fühlt Rousseau sich von seinen früheren Freunden auch persönlich verfolgt.
Auch Voltaire wird einer seiner Feinde: „Er (Rousseau) ist der bösartigste Verrückte, der jemals existiert hat; ein Affe, der diejenigen beißt, die ihm zu essen geben, ist vernünftiger und menschlicher als er … Die Weisen, die er seit einigen Jahren getäuscht hat, müssen sich zusammen tun, um ihm die Würde zu nehmen.“ Sie befehden sich in veröffentlichten Briefwechseln.

### Elftes Buch (Ende 1760 – Juni 1762)
Das Buch beginnt mit der Veröffentlichung des Briefromans Julie oder die Neue Heloise, der 1761 erscheint, der Schilderung seines großen Erfolges und der Kritik von religiöser Seite. Lange Passagen schildern das Leben im Umfeld des Herzogs und der Herzogin de Luxembourg. Sie nimmt Distanz zu ihm auf, der Duc wird krank. Jetzt arbeitete er am Émile und an der Schlussfassung des Gesellschaftsvertrages, ein Buch dessen theoretische Kraft bis heute reicht. Sein Amsterdamer Verleger Rey zahlt ihm 1000 Franken. Er sei der einzige Verleger, der ihn finanziell immer korrekt behandelt habe, hebt er hervor. Die beiden befreunden sich. Er arbeitet auch am Wörterbuch der Musik. Der Druck des Émile verzögerte sich, weil Vorabdrucke in die Hände kirchlicher Kreise gelangten, die den Roman heftig kritisierten. Er schreibt vier später berühmt gewordene Briefe an Herrn von Malesherbes, die bald in Paris zirkulieren und die Diskussion anfachen. Schwere Krankheiten bedrängen ihn. Der Émile erscheint und wird äußerst kontrovers diskutiert. Eine tiefe Depression erfasst ihn: „Ich fühlte mich todkrank, kaum begreife ich, wie mir diese Torheit nicht vollends den Rest gab, denn der Gedanke, mein Name sollte, wann ich nicht mehr war, durch mein wertvollstes und bestes Buch entehrt werden, hatte etwas Grauenhaftes für mich. Niemals habe ich mich so zu sterben gefürchtet, und wäre ich gestorben, so würde es, glaube ich, in der höchsten Verzweiflung geschehen sein.“ Ein Plagiat muss bekämpft werden, und am Ende hat die kirchliche und königliche Zensur gesiegt, die das Buch verbietet. Das Pariser Parlament, damals das höchste Gericht in Frankreich, erlässt einen Haftbefehl, dem er sich durch Flucht zunächst in die Schweiz, dann nach Neuchâtel und schließlich nach England entzieht: „Hier beginnt die Finsternis, in die ich mich seit acht Jahren hineingestoßen sehe, ohne daß es meinen undenklichen Bemühungen gelungen wäre, ihr schreckliches Dunkel zu durchdringen“.

### Zwölftes Buch (Juni 1762 – Oktober 1765)

Rousseau in armenischer Tracht in England, Porträt des schottischen Malers Allan Ramsay, 1766

Er schildert die Flucht nach Neuchâtel, wo er 1762 von Friedrich dem Großen gegen den Einspruch Voltaires Asyl und finanzielle Unterstützung erhält: Das Territorium gehört seit 1707 staatsrechtlich zu Preußen, Friedrich der Große (im gleichen Jahr geboren wie Rousseau) kennt seine Schriften. Der preußische Marschall und Gouverneur von Neuchâtel, George Keith hält seine Hand über ihn. Hier in Motiers-Travers verwirklicht er die Idee, sich orientalisch zu kleiden. Seine Begründung: Er könne so die Harnsonde besser verstecken und bedienen, wenn er sie benutzen müsse. Ein armenischer Schneider entwirft ihm die Tracht mit der Pelzmütze, mit der ihn mehrere Bildern zeigen. Ein Jahr später gibt er am 12. Mai 1763 das Bürgerrecht von Genf auf.
6. September 1765: Nach Angriffen der von der Kirche aufgeheizten Bevölkerung flieht Rousseau auf eine Insel im Bielersee und finanziert seinen Aufenthalt durch die Abtretung seiner Urheberrechte. Schon im gleichen Jahr wird er mit religiösen Anfeindungen konfrontiert und flieht von dort über Basel, Straßburg und Paris. Hier endet das Buch, der danach folgende Aufenthalt auf Einladung des schottischen Aufklärers David Hume in England wird nicht mehr behandelt. Rousseau verließ England nach einem knappen Jahr und kehrte in die Schweiz zurück. In Briefen an Freunde sind die Vorfälle detailliert beschrieben.

## Wirkung
Das Buch ist seitdem bis heute in zahllosen (teilweise gekürzten) Ausgaben gedruckt und in viele Sprachen übersetzt worden. Die Zeitgenossen Rousseaus haben es schon in den bereinigten Fassungen als provozierend empfunden, gerade deshalb aber auch enthusiastisch gelobt. Rousseau hat auf bis dahin unerhörte Weise seine Probleme im Umgang mit der Gesellschaft gezeigt und dabei intime Details offenbart: „Ich habe den ersten, den peinvollsten Schritt in dem dunklen und schlammigen Labyrinth meiner Bekenntnisse getan. Nicht das Verbrecherische ist am schwersten zu sagen, sondern das Lächerliche und Schimpfliche.“
Mit dieser offenen Strategie ist er Vorbild für viele moderne Autoren geworden, die sich in ihren Werken über sich selbst schonungslos geäußert haben: Friedrich Hebbel, Henry Miller, George Simenon, Charles Bukowski, Michel Houellebecq, Witold Gombrowicz, Fritz Raddatz, Emmanuel Carrère, Karl Ove Knausgård und manche andere.

## Kommentare

### Interessenkonflikt zwischen Autor und Person
Die zeitgenössischen Kommentare haben die Schilderungen von Jean-Jacques Rousseau in fast allen Teilen wörtlich genommen. Erst jüngere Kommentierungen weisen auf das zentrale Problem jeder Autobiografie hin, die aus der Differenz zwischen dem Autor und dem Gegenstand seiner Darstellung besteht: „Wenn ein Mensch sein Leben erzählt, dann erforscht er sich selbst auf dem Hintergrund seiner Geschichte; er widmet sich nicht einer objektiven und uneigennützigen Beschäftigung, sondern vielmehr einem Werk persönlicher Rechtfertigung.“ Der Mensch, der sich selbst schildert, wählt unter den zahllosen Rollen, die er in seinem Leben gespielt hat, die Masken (Persona) aus, die für ihn wichtig sind. Ein Dritter würde anders wählen. Es gibt keinen archimedischen Punkt, von dem aus der Autor sich selbst aus den gleichen Perspektiven betrachten könnte, wie andere ihn sehen und beurteilen. „Einmal mehr betrachtet Rousseau sich als Ausnahme“
Rousseau hat dieses Problem damals nicht erkannt, denn gleich zu Beginn des ersten Buches schreibt er:

„Ich werde vor den höchsten Richter treten, dies Buch in der Hand, und laut werde ich sprechen: [...] Ich habe für wahr halten dürfen, was meines Wissens nach hätte wahr sein können, niemals aber etwas, von dem ich wußte, daß es falsch sei. Ich habe mich so gezeigt, wie ich gewesen bin: verächtlich und niedrig, wo ich es war, und ebenso edelmütig und groß, wo ich es war: ich habe mein Inneres so enthüllt, wie du selber es geschaut hast, ewiger Geist.“

Seine häufig geäußerte Rechtfertigung: Er kritisiere sich selbst so intensiv, damit keine fremde Kritik ihn darin übertreffen könne. Im Zusammenhang mit dem Vorwurf, er habe seine Kinder ins Waisenhaus gegeben, schreibt er etwa: „Meine Reue wurde schließlich so bitter, dass sie mir am Anfang des „Emil“ beinahe das öffentliche Geständnis meiner Schuld abpreßte, die Stelle selber ist so klar, dass es Wunder nehmen muss, wie man danach noch den Mut hatte finden können, mir meine Schuld vorzuwerfen.“
Nach Veröffentlichung des Manuskripts las er häufig im kleinen Kreis aus dem Buch vor und entdeckte dabei „die Machtpotentiale des autobiografischen Schreibens [...]. Im Programm der Enthüllung, des Wegschaffens von Hüllen und Verstellungen sowie der Sedimente des persönlichen Geschichte, lag nun die hochgetriebene Erwartung, dass schließlich Ursprüngliches freigelegt würde. [...] ‚Man ist immer gut gemalt‘, notierte Rousseau im Umkreis der Bekenntnisse, ‚wenn man sich selber gemalt hat, sogar wenn das Portrait keine Ähnlichkeit hätte.‘“
Jahre später allerdings gerät er ins Schwanken: in seiner autobiografischen Schrift Rousseau Richter von Jean-Jacques (Rousseau juge de Jean-Jacques) (1776), richtet er erneut unbefangen über sich selbst, aber in den Träumen eines einsamen Schweifenden, die zwischen September 1776 und 12. April 1778 entstanden sind, klingen andere Töne an:„Ich sah mich bald in der bereits gefassten Ansicht bestätigt, dass das Erkenne Dich selbst aus dem Tempel von Delphi keine Maxime ist, die man so leicht befolgen kann, wie ich noch in meinen Confessions geglaubt hatte.“ Man sieht die Probleme nicht nur bei der Darstellung der Ereignisse, die Rousseau beschreibt, sondern auch, worüber er sich nicht äußert. Die Kommentierungen seiner Texte hat ergeben, dass seine Angaben über Daten und Orte mit wenigen Ausnahmen präzise sind, zeigen aber auch erhebliche Lücken in der Darstellung, die nicht unabsichtlich entstanden sein können:„Wenn es [...] auch verständlich ist, dass verschiedene Ereignisse [...] falsch datiert sind und dass es zu Überschneidungen kommt, so ist doch nicht auszuschließen, dass der Autor absichtlich manches anders erzählt, als es sich wirklich zugetragen hat [...] Vermutungen dieser Art sind so naheliegend, dass das Vertrauen des Lesers in die bedingungslose, vollkommene Ehrlichkeit des Autors der „Bekenntnisse“ beeinträchtigt wird.“

### Erinnerungslücken und ihre Ausfüllung
Ein weiteres Problem ergibt sich aus Erinnerungslücken, fehlerhaften Erinnerungen, fehlenden Dokumenten, vor allem dann, wenn der Autor das erkennt und aus der eigenen Fantasie rekonstruierend zu schließen versucht. Rousseau war sich dieses Problems bewusst. Er schreibt: „Als ich meine Confessions verfasste, da war ich schon alt. [...] Ich schrieb sie aus dem Gedächtnis; dieses Gedächtnis ließ mich oft im Stich oder lieferte mir nur unvollkommen Erinnerungen, sodass ich die Lücken durch Einzelheiten schmückte, die ich zum Ersatz solcher Erinnerungen ausmalte, freilich ohne sie hierzu verfälschen.“
Die Lücken entwerten die Bekenntnisse nicht, werfen aber ein Licht auf das, was der Autor uns trotz aller Offenheit – bewusst oder unbewusst – nicht verraten will. Das Buch zeigt uns deshalb nur, wie Rousseau von anderen gesehen werden wollte, aber im Spiegel sieht man sich nie so, wie andere einen sehen.

### Krankheitsbilder
Häufig äußert Rousseau sich in seinen Erinnerungen über seine Krankheiten, erkennt selbst (wie oben gezeigt), dass er viele Symptome fehldeutet. Auch seine Zeitgenossen waren hin und wieder im Zweifel, ob nicht dahinter ein hypochondrischer Zug zu sehen sei. David Hume schrieb an Adam Smith: „He is always complaining of his health; yet I have scarce ever seen a more robust little Man of his Years“ (Ständig beschwert er sich über seine Gesundheit; und doch habe ich selten einen robusteren kleinen Mann seiner Jahre vor mir gesehen)
Die Autopsie, die nach Rousseaus Tod Am 3. Juli 1778 durchgeführt wurde, ergab vor allem in Hinblick auf das jahrzehntelang beklagte Nieren –/Blasenleiden keinerlei Auffälligkeiten. Jean Starobinski (Psychiater, Literaturwissenschaftler und Biograf Rousseaus) zitiert das Autopsieprotokoll:

„Wir konnten weder in den Nieren, noch in der Blase, den Harnleitern und der Harnröhre, auch nicht in den samenerzeugenden und-leitenden Organen einen Teil oder Punkt finden, welcher krankhaft oder widernatürlich gewesen; Umfang, Fassungsvermögen und Beschaffenheit aller inneren Teile des Unterleib waren vollständig gesund.. So besteht denn Grund zu der Annahme, dass die Schmerzen in der Blasengegend und die Schwierigkeiten zu urinieren, die Herr Rousseau empfunden hatte  [...] von einem Krampfzustand [...] oder aber von einer Erweiterung der Prostata herrührten.“

Zu diesem Befund schreibt Jean Starobinski: „Auch wenn das Harnleiden anfangs vielleicht organische Ursachen hatte, benutzt Rousseau es später, um seine Verweigerung und seine Angst auszudrücken. [...] Am meisten unter seiner Harnverhaltung gelitten hat er bekanntlich „in Gesellschaft“ und zumal in Gegenwart von Frauen. [...] Die Krankheit erscheint eindeutig als somatischer Ausdruck einer hochmütigen und angstvollen Leugnung. [...] Über den Gebrauch, den ein Mensch von seiner Krankheit gemacht hat, kann uns kein anatomisches Belegstück belehren.“
Zu den zahllosen Berichten, die Rousseau über seine Krankheiten gibt, schreibt er, man habe „die verschiedensten Urteile über ihn gefällt: Degeneration, Psychopathie, Neurose, Paranoia, grüblerischer Wahn, zerebrale Störung urämischen Ursprungs [...] all diese Symptome sind typisch für den sensitiven Beziehungswahn, einer Fiktion, die der Paranoia verwandt und deren Ausgangspunkt der „sensitive Charakter“ ist“.

### Neurotische Tendenzen

#### Psychosomatische Störungen

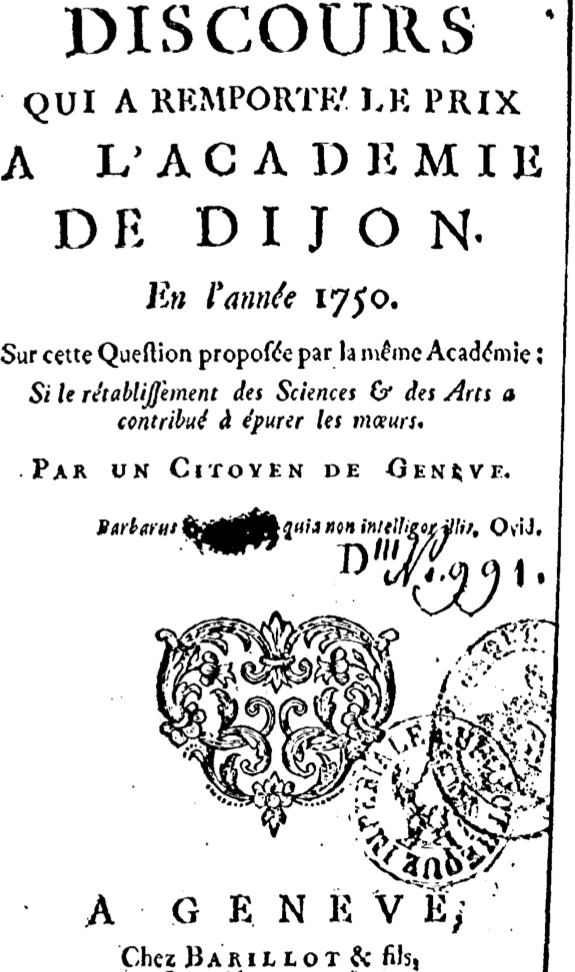
Titelblatt von Rousseaus Discours sur les Sciences et les Arts. 1750

Jean Starobinski sieht einen psychosomatischen Zusammenhang zwischen den körperlichen Krankheiten und dem „sensitiven Charakter“ Rousseaus. Rousseau war sich über diese Sensibilität im Klaren. Im Zweiten Brief an Malesherbes vom 12. Januar 1762 berichtet er, wie die Nachricht auf ihn gewirkt hat, dass die Akademie von Dijon 1749 die Preisfrage stellte: „Ob das Aufblühen der Wissenschaften und Künste zur Läuterung der Sitten beigetragen hat.“ Kaum hatte er das Thema geistig erfasst, „fühlte ich meinen Geist von tausend Erkenntnissen geblendet, Schwärme lebendiger Ideen zogen, alle zugleich, in solcher Gewalt und Verworrenheit an mir vorbei, dass ich in unsäglichen Aufruhr geriet. [...] Da ich im Gehen nicht mehr atmen kann, lasse ich mich am Straßenrand unter einem Baum hin sinken, und dort verbringe ich eine halbe Stunde in derartiger Erregung, dass ich den ganzen Vorderteil meiner Weste von Tränen durchnässt finde.“ Schilderungen dieser Art waren für seine Zeit so ungewöhnlich, dass sie sogar die Malerei inspirierten.
Das Gegenstück dieser kreativen Sensibilität war sein unbedingter Wille, sich mit der von ihm erkannten Wahrheit unter allen Umständen durchzusetzen. Damit ist auch ein Sendungsbewusstsein verbunden: „Wenn die Gleichgültigkeit eines Herzens, das weder auf Ruhm noch auf Vermögen und nicht einmal auf das Leben Wert legt, es würdig zu machen vermag, die Wahrheit zu verkünden, glaube ich mich zu dieser erhabenen Bestimmungen berufen.“
Wie die oben zitierten Texte zeigen, rechtfertigt er dieses Verhalten mit der Schonungslosigkeit gegenüber sich selbst. Die narzisstischen Züge, die hinter einer solchen Haltung stehen, waren ihm bewusst: Als er 1742 nach Paris kam, hatte er eine Komödie mit dem Titel »Narziss« geschrieben, Untertitel »Der Geliebte seiner selbst«. Eine der Folgen dieser narzisstischen Selbstanalysen war die – durch Medizinbücher verstärkte – hypochondrische Reaktion auf seine körperlichen Reaktionen:

„Ich staunte nicht etwa darüber, mich dauernd sterben zu sehen, sondern im Gegenteil darüber, daß ich noch immer lebte, und ich konnte die Beschreibung keiner einzigen Krankheit lesen, ohne sie nicht für die meine zu halten. Wäre ich nicht schon krank gewesen, wahrlich, ich wäre es durch dieses unselige Studium geworden. Da ich in jeglicher Krankheit einzelne Anzeichen der meinen fand, glaubte ich sie alle miteinander zu haben und bekam darüber eine noch weit grausamere, von der ich mich für geheilt gehalten hatte, nämlich die Lust, gesund zu werden, denn gerade von ihr kann man sich am schwersten freihalten, sobald man sich auf das Studium medizinischer Bücher eingelassen hat.“

1754 beschloss er „von nun an ohne Ärzte und Arzneien zu gesunden oder zu sterben, ich verabschiedete sie alle für ewig“ – offenbar eine Zufallslaune, denn auch nach diesem Zeitpunkt ließ er sich von Ärzten behandeln, vor allem wegen des Harnleidens.

#### Konflikte
Wer mit Rousseau zu tun hatte, musste sich auf ein Wechselbad schwärmerischer Gefühle und schroffer Reaktionen gefasst machen. In jeder Situation, in der er sich gesellschaftlichen Zwängen hätte anpassen müssen, hat Rousseau jeden Nachteil in Kauf genommen, den ihm sein – teilweise exzentrisches – Verhalten eintrug: „Mein Teil war es, den Menschen mit leidlichem Nachdruck und leidlichem Mut zwar harte, aber nützliche Wahrheiten zu sagen — und dabei hätte ich bleiben sollen. Ich war nicht einmal zum Loben, geschweige denn zum Schmeicheln geschaffen. Das Ungeschick in allem Lob, das ich je habe austeilen wollen, hat mir mehr Unglück gebracht als alle Schroffheit meiner Tadel.“ Dieses Programm führte zu zahllosen Konflikten. Freunde wie Konkurrenten werfen ihm Hochmut und Undankbarkeit vor.
Das härteste Urteil stammt von David Hume, der ihn 1766 nach England eingeladen und während seines Aufenthalts in England betreut hatte. Voltaire und frühere Freunde Rousseaus (Diderot, Grimm, d‘ Alembert) die sich mit ihm über religiöse Fragen zerstritten hatten, zerstörten Humes Vertrauen in Rousseau, der sich daraufhin auch mit ihm zerstritt und Hume am 10. Juli 1766 einen umfangreichen Brief schrieb, in dem er sich bitter beschwerte. David Hume war schockiert, merkte an, dass er es gewesen sei, der Rousseau die (von ihm abgelehnte) königliche Pension durch Georg III. verschafft habe und schrieb in einem Brief an seinen Freund Adam Smith:

„Thus you see, he is a Composition of Whim, Affectation, Wickedness, Vanity and Inquietude, with a very small, if any Ingredient of Madness. [...] The ruling Qualities abovementioned, together with Ingratitude, Ferocity, and Lying, I need not mention, Eloquence and Invention, form the whole Composition.
Sie sehen also, [Rousseau] ist eine Komposition aus Launen, Affektiertheit, Boshaftigkeit, Selbstgefälligkeit und Unruhe mit einer winzigen, wenn überhaupt vorhandenen Beimischung von Wahnsinn. [...] Die oben genannten, vorherrschenden Qualitäten zusammen mit Undankbarkeit, Grausamkeit und Lügerei, und der von mir nicht extra zu erwähnenden Redegewandtheit und Erfindungsgabe, formen die gesamte geistige Verfassung.“

Der Psychiater Paul Julius Möbius (1853–1907) hielt diese Kritik von David Hume für unangemessen.
1889 wertete er das bis dahin vorliegende Material aus und legte eine umfangreiche Studie über Jean-Jacques Rousseau vor, in der er am Ende unter Berufung auf das von Emil Kraepelin beschriebene Krankheitsbild zur Diagnose eines »compensatorischen Verfolgungswahns« kommt.
Er gibt aber auch zu bedenken:

„Das Neben- und Durcheinander von wirklicher und eingebildeter Verfolgung bei Rousseau ist ebenso merkwürdig, als es der Beurteilung Schwierigkeiten macht. Können wir auch ziemlich oft aus äußeren oder inneren Gründen die Krankhaftigkeit Rousseau’scher Äußerungen erkennen, so bleiben doch viele Fälle übrig, in denen Rousseaus Aussagen möglicherweise der Wirklichkeit entsprechen und der Mangel anderweitiger Nachrichten die Entscheidung unmöglich macht.“

Gaston Vorberg legte 1920 eine psychoanalytische Studie vor, in der er zunächst auf den »unruhigen Geist« Rousseaus eingeht.
Schon der Vater und einige Verwandte hätten sich so verhalten. Auch der jugendliche Trieb zum gelegentlichen Diebstahl sei mit der »psychopathischen« Lust an Aufregung zu erklären. Die urologischen Probleme seien meist in Gesellschaft aufgetreten und beruhten auf den Spannungszuständen, die Rousseau in solchen Situationen regelmäßig überfielen. Auch die übertriebene – wenn auch zeittypische – Furcht vor der Syphilis wird so erklärt. Zusammenfassung:

„Es ergibt sich folgendes psychiatrische Bild: Bei einem Manne mit nervöser Anlage entwickelte sich eine traurige Verstimmung mit paranoiden Bildern (Verfolgungswahn, verbunden mit gesteigertem Selbstgefühl), keine Sinnestäuschungen, namentlich keine Gehörstäuschungen. Der Wahn hielt sich immer in gewissen Grenzen, wandelte die Persönlichkeit nicht um.“

Rousseau hat durch sein Verhalten wie durch seine Schriften viele seiner Zeitgenossen auf persönlicher, politischer und intellektueller Ebene provoziert und hat daher viel Widerspruch, Gegnerschaft und Feindschaft erfahren. „Nichts an diesen Bedrohungen war wahnhaft.“ Aufgrund seiner sensiblen Natur hat er nicht nur auf diese Ereignisse, sondern auch auf Vermutungen, Gerüchte und Verdachtsmomente übermäßig stark reagiert, „doch es war jedenfalls der Verfolgungswahn eines wirklich Verfolgten (Peter Sloterdijk).“

#### Masochismus und Exhibitionismus
Eine ungekürzte Veröffentlichung der Bekenntnisse, in der auch die Schilderungen des auffälligen sexuellen Verhaltens von Rousseau enthalten sind, ist erst ab 1798 im Zusammenhang mit der Französischen Revolution erfolgt. Nicht nur für die damalige Zeit, auch heute noch wirken die Schilderungen seines sexuellen Lebens provozierend. Die Praktiken der Selbstbefriedigung sind Rousseau vertraut, er äußert sich ganz unbefangen darüber (während viele seiner Zeitgenossen sie für gesundheitlich gefährlich halten). Er kennt die Bücher, „die man nur mit einer Hand lesen kann“ und sie begleiten ihn bis in sein 50. Lebensjahr, wie Gaston Vorberg schreibt. Er erwähnt auch die in den Bekenntnissen geoffenbarte jugendliche Neigung Rousseaus Bestrafung mit sexueller Lust zu verbinden, die sich biografisch erklären lasse, und ergänzt sie durch einen zeitgenössischen Hinweis, Rousseau habe sich „in einem Hause der Rue Maubuée für einen Taler peitschen lassen“.
Woher die Tendenz rührt, sich nachts im Park zu entblößen, wird nicht erläutert.
Für Wilhelm Stekel, Freund Sigmund Freuds und Mitbegründer der Wiener Psychoanalytischen Vereinigung, ist unstreitig, „dass Jean-Jacques Flagellant und Masochist gewesen. Auch sonst scheint die anale Zone bei ihm im exhibitionistischen Sinne eine große Rolle gespielt zu haben.“
Eine detailliertere Analyse fehlt.
Joel Schwartz weist darauf hin, dass Rousseau Thérèse und ihre Mutter häufig mit dem zusammenfassenden Begriff „Gouverneuses“ bezeichnet habe, eine unbewusste und allgemeingültige Charakterisierung der Frauen als seinen Herrscherinnen. Aber er sei nicht darauf fixiert gewesen, sondern vielmehr „ein asexueller Anarchist“: „Rousseau's sexuality is the key to his continued sociality, his continued experience of being ruled (Rousseaus Sexualität ist der Schlüssel zu seinem allgemeinen sozialen Verhalten, seiner Grunderfahrung, beherrscht zu werden).“ Diese Theorie würde seine sensible und stets abwehrbereite Reaktion auf jeden Versuch, ihn zu beherrschen, erklären: Was er von Frauen hinnimmt (und nachfragt), kann er von Männern nicht ertragen.
James O’Rourke erklärt Rousseaus sexuelles Verhalten und sein Bedürfnis, es auch anderen in aller Offenheit zu schildern, als Teil seines Programm der Selbstverwirklichung und der Ermutigung anderer, sich diesem Programm anzuschließen. Konventionelle Schuld – und Schamgefühle habe er durch ihre Darstellung und seinen zwanghaften Drang, die Wahrheit zu sagen, überwunden: „Rousseau pretends to feel shame and embarrasment only in order to legitimate his exhibitionism; he pretends that this is a difficult story, to tell when clearly it gives him great pleasure to tell it. [...] [H]is shameless exhibtitionism invites the reader to overcome his own embarrasment.“ (Rousseau gibt vor, Scham und Verlegenheit nur zu empfinden, um seinen Exhibitionismus zu legitimieren; er tut so, als sei dies eine schwer zu erzählende Geschichte, obwohl es ihm offensichtlich große Freude bereitet, sie zu erzählen. [...] Sein schamloser Exhibitionismus lädt den Leser ein, seine eigene Verlegenheit zu überwinden.)
Jean Starobinski meint: „Der Exhibitionismus stellt die äußerste Grenze einer Handlung dar, die, obwohl nach außen gerichtet, sich dennoch nicht aggressiv auf die Hindernisse der äußeren Welt einzulassen bereit findet. Gewiss muss man die anderen erreichen, doch ohne dabei sich selbst zu verlassen: Indem man sich begnügt, man selbst zu sein und sich den anderen so zu zeigen, wie man ist.“ Die exhibitionistische Neigung sieht er als exzentrische Form einer Tendenz, die „einem Werk wie den Bekenntnissen als Prinzip zugrunde liegt.“

## Textausgaben

### Ungekürzte Ausgaben
- Jean-Jacques Rousseau: Die Bekenntnisse. Ungekürzte Ausgabe mit einem Nachwort und Anmerkungen von Christoph Kunze sowie 15 Kupferstichen. dtv Taschenbuch Verlag, München 1981, ISBN 3-538-05282-4.
- Jean-Jacques Rousseau: Die Bekenntnisse. Ungekürzte Ausgabe mit einer Einführung von Werner Krauss. 11. Auflage. Insel Verlag, Frankfurt 1985, ISBN 3-458-32523-9.

### Andere autobiografische Texte
- Jean-Jacques Rousseau: Selbstbildnis. Aus den Autobiografischen Schriften ausgewählt und herausgegeben von Ferdinand Lion. Hrsg.: Ferdinand Lion. Manesse Verlag Conzett & Huber, Zürich 1960 (Das Buch enthält Auszüge aus den Bekenntnissen, den Träumereien eines einsamen Spaziergängers, dem Glaubensbekenntnis eines savoyischen Vikars und Briefe von Rousseau.).
- Jean-Jacques Rousseau: Träumereien eines einsam Schweifenden (fr: Les rêveries du promeneur solitaire) (1776). Nach dem Manuskript und den Spielkarten neu übersetzt, kommentiert und mit einem Nachwort versehen. Hrsg.: Stefan Zweifel. Matthes & Seitz, Berlin 2012, ISBN 978-3-88221-587-8 (Das Buch enthält Textfragmente, die Rousseau auf Spielkarten im Schnitt 8,3 × 5,2 cm notiert hatte).